# 申通地铁
上海申通地铁集团有限公司（简称申通集团）于2000年4月28日成立，前身为上海市地铁总公司，是目前上海地铁和上海市域铁路（除金山线）的运营公司，负责上海地铁的投融资和运营管理，并拥有上海地铁绝大部分资产，设有子公司，负责不同线路、不同条块的运营。
上海申通地铁集团有限公司控股上海申通地铁股份有限公司（上市简称申通地铁，前身为上海凌桥自来水股份有限公司，上交所：600834）。

## 历史

### 申通地铁集团
2000年4月28日，上海久事公司和上海市城市建设投资开发总公司共同出资，组建上海申通集团有限公司。

### 申通地铁股份
2000年9月，上海凌桥自来水股份有限公司出资2255万元人民币，占上海东方交通卡股份有限公司拟注册资本总额的20.5%。
2001年，上海市人民政府以《上海市人民政府原则同意市计委、市建委关于完善上海轨道交通“四分开”体制意见的批复》（沪府〔2001〕13号）批准：申通集团是上海市政府对轨道交通的出资代表，作为上海市轨道交通网络建设的市级投资主体，承担上海市政府在轨道交通领域的投融资职能。当时申通集团注册资本为260亿元人民币。其中，上海久事公司出资156亿元，占60%；城投总公司出资104亿元，占40%。根据上海市政府有关会议精神，为促进上海轨道交通投资经营的发展，上海申通集团有限公司（简称申通集团）入主上海凌桥自来水股份有限公司（简称凌桥股份）。市政府决定将城投总公司持有的凌桥股份63.65%的国有股划转给申通集团持有，并于5月28日草签了协议，将1号线的10年运营权无偿转为上海凌桥自来水股份有限公司所有，并买下了当时1号线的18辆车辆、车站售票系统和上海地铁广告有限公司。此后，凌桥自来水公司处于一面经营地铁、一面进行供水的资产转移局面。
经2001年6月29日上海凌桥自来水股份有限公司（简称凌桥股份）股东大会表决通过，上海凌桥自来水股份有限公司更名为上海申通地铁股份有限公司（简称申通地铁），主要从事地铁经营及相关综合开发、轨道交通投资、附设分支机构等，成为中国内地第一家从事轨道交通投资经营的上市公司。并于当日以21805.49万元的评估值为准向上海市自来水浦东有限公司出售凌桥自来水厂，以80174.36万元的评估值为交易价格向上海申通集团有限公司收购上海地铁一号线全部18列车，售检票系统和上海地铁广告公司51%的股权等经营性资产。

## 组织结构
下面是2014年申通地铁集团内部改组后的分公司组织结构。线路发展公司分别经营各线路的项目的投资、建设、经营和管理，以及沿线路站区的综合开发（涉及许可经营的凭许可证经营），早期线路公司名称由线路代号代替数字，十二号线开始全部由线路数字号码做公司名称。此外，因为申通地铁股份重组，一号线公司并入集团并宣告解散，1号线上海马戏城以南由申通地铁集团直接持有。原莘闵轨道交通线有限公司在现代交通被收购后也被注销，5号线除南延伸段以外的区段也由申通地铁集团直接持有。2022年后开通的线路及既有线延伸段不再独立成立线路发展公司，由2020年成立的上海申通地铁建设集团有限公司持有。
| 运营公司                         | 负责运营                                                                   |
| -------------------------------- | -------------------------------------------------------------------------- |
| 上海地铁第一运营有限公司         | █ 1号线、 █ 5号线、 █ 9号线、 █ 10号线                                     |
| 上海地铁第二运营有限公司         | █ 2号线、 █ 11号线、 █ 13号线、 █ 17号线、 █ 20号线                        |
| 上海地铁第三运营有限公司         | █ 3号线、 █ 4号线、 █ 7号线、 █ 15号线、 █ 23号线                          |
| 上海地铁第四运营有限公司         | █ 6号线、 █ 8号线、 █ 12号线、 █ 14号线、 █ 22号线                         |
| 上海磁浮交通发展有限公司         | █ 16号线、 █ 18号线、 █ 19号线、 █ 21号线、 █ 磁浮线                       |
| 上海申凯公共交通运营管理有限公司 | █ 浦江线                                                                   |
| 上海市域铁路运营有限公司         | █ 市域机场线、 █ 市域南汇线、 █ 市域嘉闵线、 █ 市域示范区线、 █ 市域南枫线 |

上海申凯还运营浦东机场捷运（不属于地铁网络），另持有嘉兴市申嘉有轨电车运营管理有限公司（运营嘉兴有轨电车）49%股权等数个上海以外项目。
此外，运营新建市域线的上海市域铁路运营有限公司，也是申通集团的子公司。
- 上海地铁维保分公司
  - 车辆分公司
  - 通号分公司
- 上海地铁运营中心票务管理部
- 上海地铁供电分公司
- 资产投资管理公司
- 申通地铁建设集团[7]
- 各线路资产公司
  - 上海申通地铁股份有限公司
    - 上海申凯公共交通运营管理有限公司（51%[8]）
    - 上海地铁融资租赁有限公司
    - 上海申通地铁一号线发展有限公司
    - 上海現代軌道交通股份有限公司

  - 上海共和新路高架发展有限公司（一号线上海马戏城以北）
  - 上海轨道交通长宁线发展有限公司（二号线中山公园以西）
  - 上海轨道交通二号线东延伸发展有限公司（二号线龙阳路以东）
  - 上海轨道交通明珠线发展有限公司（三号线）
  - 上海轨道交通宝山线发展有限公司（三号线江湾镇以北）
  - 上海轨道交通明珠线（二期）发展有限公司（四号线非共线段）
  - 上海莘闵轨道交通线发展有限公司（五号线）
  - 上海轨道交通五号线南延伸发展有限公司（五号线东川路以南）
  - 上海轨道交通浦东线发展有限公司（六号线）
  - 上海轨道交通七号线发展有限公司
  - 上海轨道交通杨浦线发展有限公司（八号线）
  - 上海轨道交通申松线发展有限公司（九号线）
  - 上海轨道交通十号线发展有限公司
  - 上海轨道交通申嘉线发展有限公司（十一号线）
  - 上海轨道交通十二号线发展有限公司
  - 上海轨道交通十三号线发展有限公司
  - 上海轨道交通十四号线发展有限公司
  - 上海轨道交通十五号线发展有限公司
  - 上海轨道交通十六号线发展有限公司
  - 上海轨道交通十七号线发展有限公司
  - 上海轨道交通十八号线发展有限公司
  - 上海轨道交通八号线三期发展有限公司（浦江线）
  - 上海申通地铁建设集团有限公司（2022年后开通的所有线路及既有线延伸段）